# Development Area Stadium
Development Area Stadium (chiń. 经开体育场; pinyin Jīngkāi Tǐyùchǎng) – wielofunkcyjny stadion w Changchun, w Chinach. Został otwarty w 2002 roku. Obiekt może pomieścić 25 000 widzów. Swoje spotkania rozgrywa na nim drużyna Changchun Yatai.